# James Franklin Battin

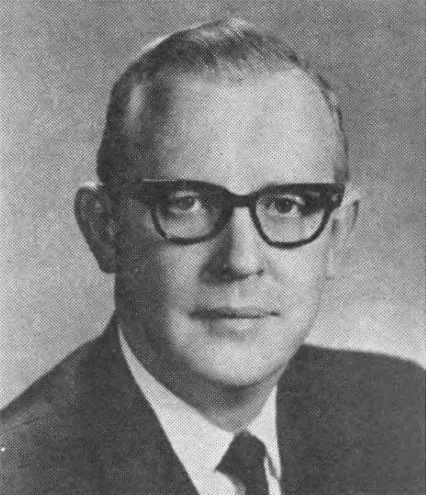
James Franklin Battin

James Franklin Battin (* 13. Februar 1925 in Wichita, Kansas; † 27. September 1996 in Billings, Montana) war ein US-amerikanischer Jurist und Politiker. Zwischen 1961 und 1969 vertrat er den Bundesstaat Montana im US-Repräsentantenhaus; anschließend wurde er Bundesrichter am Bundesbezirksgericht für den Distrikt von Montana.

## Frühe Jahre
Im November 1929 kam James Battin mit seinen Eltern nach Montana. In Billings besuchte er die öffentlichen Schulen. Im Jahr 1942 schloss er die High School ab. Während des Zweiten Weltkrieges diente er als Mitglied der US Navy im pazifischen Raum. Nach dem Krieg setzte er seine Ausbildung bis 1948 am Eastern Montana College in Billings fort. Danach studierte er bis 1951 an der Law School der George Washington University Jura. Nach seiner Zulassung als Rechtsanwalt begann er zunächst in Washington, D.C. in seinem Beruf zu arbeiten. Im Jahr 1952 kehrte er nach Billings zurück.

## Politische Laufbahn
In Billings fungierte er als stellvertretender Bezirksstaatsanwalt sowie als Berater der Planungskommission und juristischer Vertreter der Stadt. Battin wurde Mitglied der Republikanischen Partei. Von 1958 bis 1959 war er Abgeordneter im Repräsentantenhaus von Montana. Bei den Kongresswahlen des Jahres 1960 wurde er als Nachfolger von LeRoy H. Anderson ins US-Repräsentantenhaus gewählt. Da er bei den folgenden Kongresswahlen jeweils bestätigt wurde, konnte er zwischen dem 3. Januar 1961 und dem 27. Februar 1969 im Kongress verbleiben. An diesem Tag legte er sein Mandat nieder, nachdem er von Präsident Richard Nixon als Nachfolger von William James Jameson zum Richter am United States District Court for the District of Montana ernannt worden war. Von 1979 bis 1990 war er als Chief Judge Vorsitzender dieses Bundesgerichts. Am 13. Februar 1990 wechselte er in den Senior Status und ging damit faktisch in den Ruhestand. Sein Sitz fiel an Jack D. Shanstrom; den Vorsitz des Gerichts übernahm Paul G. Hatfield. James Battin starb 1996 in Billings.